# Bento de Núrsia
Bento de Núrsia, mais conhecido como São Bento (em italiano: Benedetto da Norcia; em latim: Benedictus; Nórcia, Reino Ostrogótico, 2 de Março de 480 – Abadia de Monte Cassino, 21 de março de 547) foi um monge, ao qual é atribuída a organização das atividades da vida monástica. A Ordem de São Bento ou Ordem dos Beneditinos, uma das maiores ordens monásticas do mundo, recebe esse nome em homenagem a ele, bem como por seguir a regra proposta por ele. Embora não possa ser declarado fundador da Ordem dos Beneditinos, ele participou da fundação de mosteiros que adotaram essa denominação, posteriormente à sua morte. Foi o criador da Regra de São Bento, um dos mais importantes e utilizados regulamentos de vida monástica, inspiração de muitas outras comunidades religiosas. Era irmão gêmeo de Santa Escolástica. O papa Paulo VI designou-o patrono da Europa em 1964, sendo também patrono da Alemanha. É venerado não apenas por católicos, como também por ortodoxos e anglicanos. Fundou a Abadia de Monte Cassino, na Itália, destruída durante a Segunda Guerra Mundial e posteriormente restaurada. O calendário católico-romano comemora-o a 11 de julho, data em que se trasladaram suas relíquias para a Abadia de Saint-Benoît-sur-Loire.

## Biografia
A fonte de todos os acontecimentos da vida de São Bento são os Diálogos de São Gregório Magno, redigidos por volta de 593, que se baseou em fatos narrados por monges que conheceram pessoalmente São Bento.
Segundo o papa Gregório I, São Bento foi filho de uma família nobre romana da região de Nórcia (próximo à cidade italiana de Espoleto), onde realizou seus primeiros estudos. Era irmão gêmeo de Santa Escolástica. Mais tarde, foi enviado a Roma para estudar retórica e filosofia, mas, tendo-se decepcionado com a decadência moral da cidade, abandona logo a capital e retira-se para Enfide (atual Affile), em 500. Ajudado por um eremita da região chamado Romano, que lhe deu um hábito de monge, instalou-se em uma gruta de difícil acesso no monte de Subíaco, a fim de viver como eremita. Romano lhe ensinava acerca da vida de eremita e o ajudava regularmente com alimentos. Depois de três anos nesse lugar, dedicando-se à oração e ao sacrifício, foi descoberto por alguns pastores, que divulgaram a fama de santidade. A partir de então, foi visitado constantemente por pessoas que buscavam conselhos e direção espiritual.
Foi então eleito abade de um mosteiro em Vicovaro, no centro da península itálica. Por causa do regime de vida exigente, os monges tentaram envenená-lo, mas, no momento em que dava a bênção sobre o alimento, saiu da taça que continha o vinho envenenado uma serpente e o cálice se fez em pedaços. Com isso, São Bento resolve deixar a comunidade e retornar à vida solitária no monte de Subíaco, vivendo consigo mesmo: habitare secum.
Em 503, recebeu grande quantidade de discípulos e fundou doze pequenos mosteiros. Em 529, por causa da inveja do sacerdote Florêncio, tem de se mudar para Monte Cassino, onde fundou o mosteiro que viria a ser o fundamento da expansão da Ordem Beneditina. É nesse episódio que Florêncio lhe enviou de presente um pão envenenado, mas Bento deu o pão a um corvo que todos os dias vinha comer de suas mãos e ordenou à ave que levasse o pão para longe, onde não pudesse ser encontrado. Tendo falhado ao enviar-lhe pão envenenado, Florêncio tentou seduzir seus monges com algumas prostitutas. Para evitar novas tentações, por volta de 530, Bento deixou Subiaco. Durante a saída de Bento, Florêncio, sentindo-se vitorioso, saiu ao terraço de sua casa para ver a partida do monge. Entretanto, o terraço ruiu e Florêncio morreu. Um dos discípulos de Bento, Mauro, foi pedir ao mestre que retornasse, pois o inimigo havia morrido, mas Bento chorou pela morte de seu inimigo e também pela alegria de seu discípulo, a quem impôs uma penitência por regozijar-se pela morte do sacerdote. Partindo para o Monte Cassino, lá encontra um antigo templo dedicado ao culto de Apolo e resolve construir no seu lugar uma capela consagrada a São Martinho de Tours, o Monge Apóstolo da Gália, e outra a São João Batista, pai dos monges do Novo Testamento. Lá, aproveitou as instalações do velho edifício, adaptando-as para ser a casa dos monges.
No local, o demônio aparecia para São Bento em chamas e todos podiam lhe ouvir seus gritos. No entanto, somente São Bento o via e o demônio lhe gritava: "Bento, Bento. Maldito és tu, e não bendito. Que tens tu comigo? Por que me persegues?"
Em 534, começou a escrever a Regula Monasteriorum (Regra dos Mosteiros). Morre em 21 de março de 547, tendo antes anunciado a alguns monges que iria morrer e seis dias antes mandado abrir sua sepultura. Sua irmã gêmea Escolástica havia falecido em 10 de fevereiro do mesmo ano.
As representações de São Bento geralmente mostram, junto com o santo, o livro da Regra, um cálice quebrado e um corvo com um pão na boca, em memória ao pão envenenado que recebeu do sacerdote invejoso.
As relíquias de São Bento estão conservadas na cripta da Abadia de Saint-Benoît-sur-Loire (Fleury), próximo a Orleães e Germigny-des-Prés, no centro da França.

## Santificação

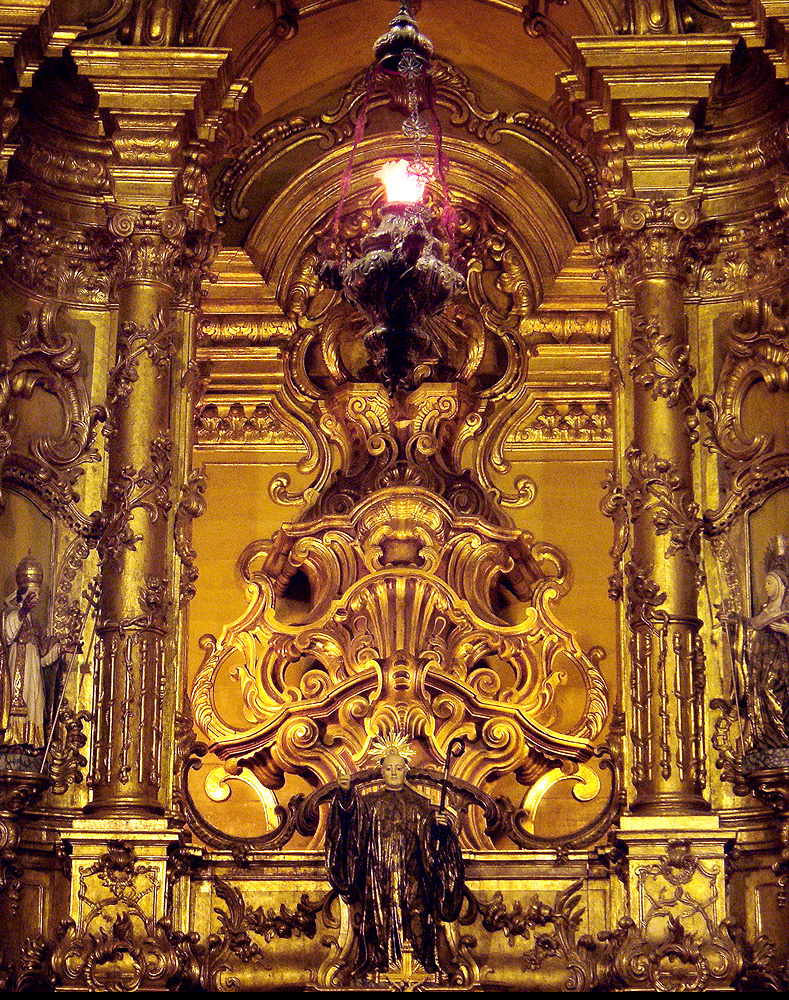
Detalhe do altar-mor da Igreja de São Bento em Olinda

De acordo com a tradição, Bento de Núrsia foi santificado por ter vencido duas ciladas armadas pelo Diabo, nas quais lhe é oferecido um cálice de vinho envenenado e um pedaço de pão, também envenenado.
Além disso, em muitas vezes fora tentado efetivamente pelo Diabo, além de ser ofendido e insultado de tal maneira que os irmãos de hábito que estavam ao seu redor podiam escutar as ofensas que ele recebia.
O Santo Varão, como também é chamado, vencia o tentador utilizando-se do sinal da cruz e da oração contida na Cruz Medalha que fora esculpida nas paredes de um mosteiro.

## A Regra de São Bento

### Origem e estrutura
A Regula Monasteriorum, também denominada Regula Monachorum, é composta por um prólogo e 73 capítulos. É possível que ela não seja inteiramente composta por Bento, mas criada por ele valendo-se de uma regra mais antiga, Regula Magistri, composta por autor desconhecido, na mesma região da Itália, trinta anos antes da composição da Regra de São Bento. Dom Basilius Steidle propôs as seguintes divisões temáticas para Regra de São Bentoː
1. Estrutura fundamental do mosteiro: capítulos 1-3
2. A arte espiritual: capítulos 4-7
3. Oração comum: capítulos 8-20
4. Organização interna do mosteiro: capítulos 21-52
5. O mosteiro e suas relações com o mundo: capítulos 53-57
6. A renovação da comunidade monástica: capítulos 58-65
7. Porta do Mosteiro e Clausura: capítulo 66
8. Acréscimos e complementos: capítulos 67-72
9. Testemunho pessoal de São Bento sobre a Regra: capítulo 73

### Evolução histórica
Bento de Aniane retomou a regra no século IX, antes das invasões normandas. Ele a estudou e codificou, dando origem a sua expansão por toda Europa carolíngia, ainda que tenha sido adaptada diversas vezes, conforme diversos costumes. Posteriormente, através da Ordem de Cluny e da centralização de todos os mosteiros que utilizavam a regra, ela foi adquirindo grande importância na vida religiosa europeia durante a Idade Média. No século XI, surgiu a reforma da Ordem de Cister, que buscava recuperar um regime beneditino mais de acordo com a regra primitiva. Outras reformas (como a camaldulense, a olivetana ou a silvestriana), buscaram também dar ênfase a diferentes aspectos da Regra de São Bento.
Apesar dos diferentes momentos históricos, nos quais a disciplina, as perseguições ou as agitações políticas causaram uma certa decadência da prática da Regra de São Bento, e mesmo da população monástica, os mosteiros beneditinos conseguiram manter, durante todos os tempos, um grande número de religiosos e religiosas. Atualmente, perto de 700 mosteiros masculinos e 900 mosteiros e casas religiosas femininas, espalhados pelos cinco continentes, seguem a Regra de São Bento. Inclusive algumas comunidades de confissões luterana, anglicana e metodista.

## A Cruz-Medalha de São Bento

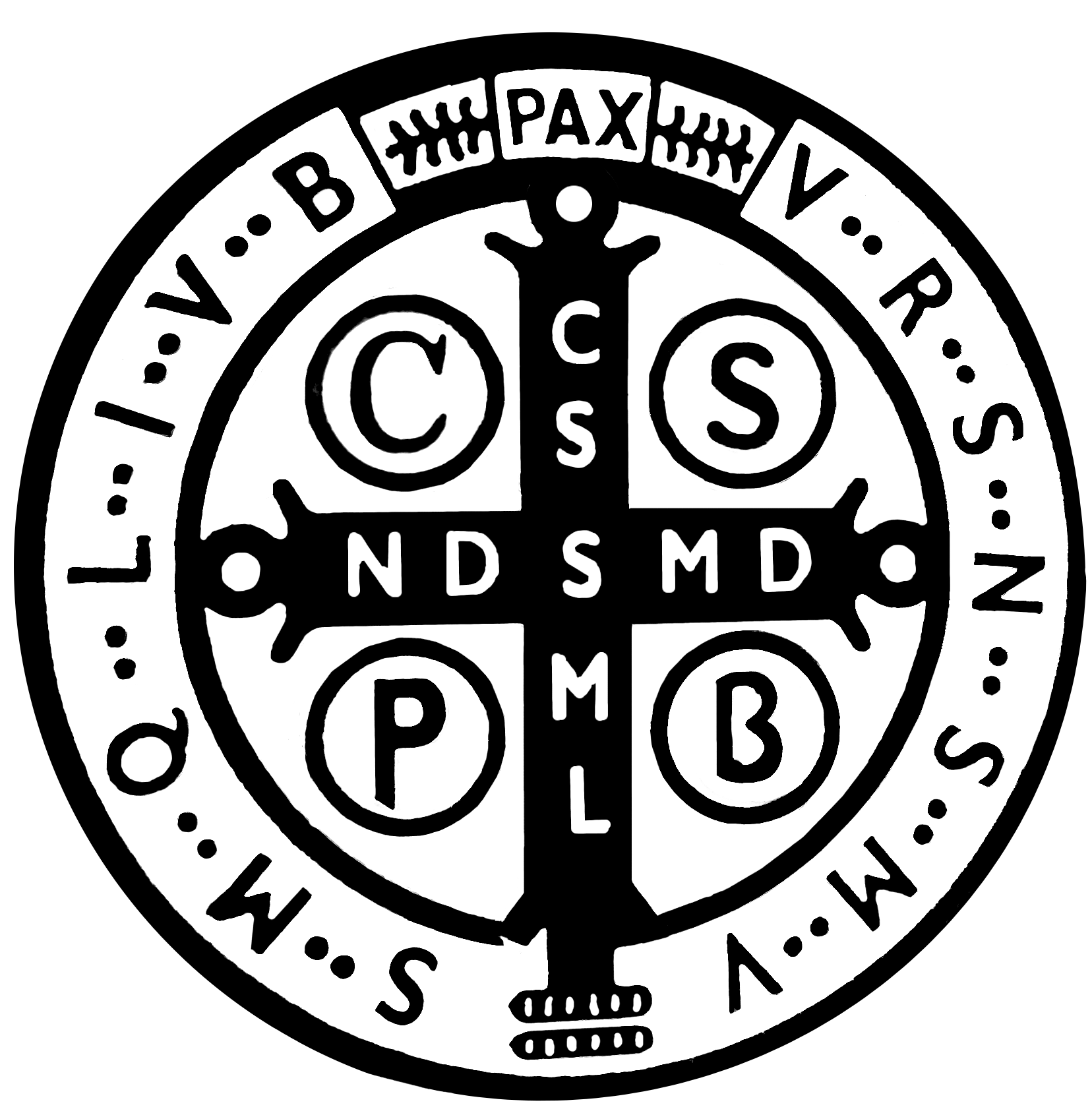
Medalha de São Bento - verso

A origem da Cruz-Medalha de São Bento é incerta, sabe-se que ela foi redescoberta em 1647, em Nattremberg, na Baviera, por ocasião da condenação de algumas bruxas, que afirmaram não conseguir praticar qualquer tipo de feitiçaria ou encanto contra lugares em que houvesse a imagem da Cruz, em especial, a abadia de São Miguel em Metten. Intrigados com o fato, as autoridades foram averiguar o que existia no mosteiro. Ao entrarem em uma das dependências, observaram entalhadas nas paredes imagens da cruz tal como estão representadas nas medalhas utilizadas hoje.

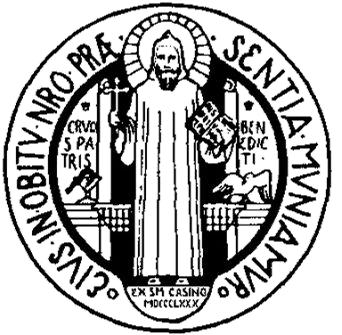
Medalha de São Bento - frente

Na biblioteca dessa mesma abadia, encontraram um manuscrito do ano de 1415, o qual continha, além de textos, ilustrações, sendo uma delas a de São Bento, com uma cruz e uma flâmula, com os versos da medalha: Crux sacra sit mihi lux, non draco sit mihi dux. Vade retro satana, nunquam suade mihi vana. Sunt mala quae libas, ipse venena bibas. Por esse motivo, estima-se que a origem da imagem da medalha situa-se no século XV.
A medalha, com algumas variações, possui na frente a imagem de São Bento, vestindo o traje monástico - chamado cógula - trazendo na mão direita uma cruz e na mão esquerda uma flâmula ou livro aberto, que representa a Regra. No verso, há uma imagem da cruz. Ambas as faces trazem inscrições em latim, seja apenas letras ou em palavras, a saber:
- Na frente da medalha:[14]

Eius in obitu nostro praesentia muniamur' = "Sejamos protegidos pela sua presença na hora da nossa morte".
- No verso:[14]

C S P B: Crux Sancti Patris Benedicti - Cruz do Santo Pai Bento.
C S S M L: Crux Sacra Sit Mihi Lux - Que a Cruz sagrada seja a minha luz.
N D S M D: Non Draco Sit Mihi Dux - Não seja o dragão o meu guia.
V R S: Vade retro, satana! - Retira-te, Satanás!
N S M V: Nunquam Suade Mihi Vana - Nunca me aconselhes coisas vãs,
S M Q L: Sunt Mala Quae Libas - É mau o que me ofereces:
I V B: Ipse Venena Bibas - Bebe tu mesmo os teus venenos.
Essa oração, acrescida da jaculatória "Rogai por nós bem-aventurado São Bento, para que sejamos dignos das promessas de Cristo", se tornou uma fórmula de oração a São Bento.
Em 1742, o papa Bento XIV aprovou a medalha, concedendo indulgências a quem a usar e estabelecendo a oração do verso da medalha como uma forma de exorcismo, que se tornou conhecida como Vade retro Satana. Atualmente, uma forma comum da medalha é a que vemos nessas ilustrações, conhecida como Medalha do Jubileu, pois foi cunhada em 1880 por ocasião do XIV Centenário do nascimento de São Bento, pelos monges de Beuron para a Abadia de Monte Cassino. Essa medalha acrescenta a palavra pax - paz - no alto da cruz e aos pés de São Bento os dizeres Ex S.M. Casino MDCCCLXXX - Do Santo Monte Casino - 1880.

## Outras fontes
- Tomlins, David e Casey, Michael (2019). Introdução à Regra de São Bento. ed. Ecclesiae. 271 páginas. ISBN 978-8584911264

- Vários Autores (2018). Devocionário São Bento. ed. Canção Nova. 80 páginas. ISBN 978-8576779896
- Paiva, D. Anselmo Chagas De (2020). Aprendendo Com São Bento: Uma Análise Teológica e Espiritual e Alguns Capítulos Da Sua Regra. ed. Benedictus. 304 páginas. ISBN 978-6599141027
- Faria, Ivone Leite de (2010). Regra de Sao Bento Aplicada à Vida de Seus Oblatos. ed. Subiaco. 276 páginas. ISBN 978-8586793684
- Vários Autores (1962). Diurnal Monástico. Horas Diurnas do Breviário Monástico (Latim-Português - Ed. 1962). ed. Realeza. 1112 páginas. ISBN 978-6589613213.